# 미나미모리야역
미나미모리야역(일본어: 南守谷駅)은 일본 이바라키현 모리야시에 위치한 간토 철도 조소 선의 철도역이다. 섬식 승강장 1면 2선의 구조를 갖춘 지상역이다.

## 타는 곳
| 1 | ■ 조소 선 | 하행 | 모리야 · 미쓰카이도 · 시모다테 방면 |
| 2 | ■ 조소 선 | 상행 | 도리데 방면                         |

## 이용 현황
| 연도   | 1일 평균 승하차 인원 |
| ------ | -------------------- |
| 2003년 | 3,464                |
| 2004년 | 3,569                |
| 2005년 | 3,078                |
| 2006년 | 2,616                |
| 2007년 | 2,661                |
| 2008년 | 2,608                |
| 2009년 | 2,486                |
| 2010년 | 2,336                |
| 2011년 | 2,208                |
| 2012년 | 2,297                |
| 2013년 | 2,292                |
| 2014년 | 2,232                |

## 역 주변
- 사쿠라노모리 공원
- 게야키다이 공원
- 마쓰카제 공원
- 마쓰가오카 공원

## 인접 역
| 간토 철도 조소 선    | 간토 철도 조소 선 | 간토 철도 조소 선    |
| -------------------- | ----------------- | -------------------- |
| 도가시라 도리데 방면 | ■ 조소 선         | 모리야 시모다테 방면 |